# Castillo de Garcimuñoz
Castillo de Garcimuñoz es un municipio español situado en la provincia de Cuenca, en la comunidad autónoma de Castilla-La Mancha. Tiene una población de 132 habitantes (INE 2024).

## Geografía
El municipio pertenece a la provincia española de Cuenca, en la comunidad autónoma de Castilla-La Mancha. Su término municipal limita por el norte con La Almarcha y Olivares de Júcar; por el este con Valverde de Júcar, Torrubia del Castillo y Honrubia; por el sur con Pinarejo, Honrubia y parte de Torrubia del Castillo y por el oeste con Villar de la Encina.
Está situado a 64 km de la capital provincial y forma parte de la comarca de La Mancha Conquense, concretamente de La Mancha Baja Conquense. Está atravesado por la autovía del Este (A-3) entre los pK 156 y 163. El municipio tiene una superficie de 82,21 km².
Hasta el siglo XVII tenía bajo su jurisdicción las aldeas de Pinarejo, La Nava, Torrubia del Castillo, Don Benito, Ucero, Villafranca, La Almarcha y La Puebla. Con La Almarcha en 1687 comenzó la emancipación que después prosiguió Pinarejo (1765) y Torrubia, el resto de las aldeas terminaron desapareciendo.
| Noroeste: La Almarcha                    | Norte: La Almarcha y Olivares del Júcar | Nordeste: Valverde de Júcar |
| Oeste: Villar de la Encina y La Almarcha |                                         | Este: Torrubia del Castillo |
| Suroeste: Pinarejo                       | Sur: Pinarejo                           | Sureste: Honrubia           |

### Relieve e hidrología
El municipio se encuentra a una altitud de 936 m sobre el nivel del mar.
Según Pascual Madoz, tenía dos montes bastante poblados de encinas. Uno de ellos denominado "el Montecillo" se sitúa al oeste del pueblo y el otro denominado "el Sotillo" se sitúa al este. En tiempos de don Juan Manuel en estos montes había abundante caza para cazar con halcones que era su afición favorita y esta es una de las razones por las que prefirió Castillo de Garcimuñoz para habitar con respecto a los otros muchos castillos que poseía. El resto del terreno es llano, en especial el que colinda con los términos de Honrubia y Torrubia del Castillo. Es un terreno adecuado para la agricultura de cebada y girasol.
Como una especie de isla dentro del término de La Almarcha dispone de "el monte Ardal", donde había un monte de carrascas que fue sacado por los almarcheños en el siglo XVIII durante el contencioso por la delimitación de términos.
Actualmente su principal fuente de recursos es la agricultura. Los cultivos preferidos son la cebada, el girasol y el olivar. El cultivo del trigo hace ya unos años que está en recesión. El resto de los cultivos de los que habla el catastro del marqués de la Ensenada han desaparecido a lo largo del siglo XX.
Otra fuente de recursos para el ayuntamiento es el Parque Eólico que se ha construido en 2011 para aprovechar los vientos del monte en los términos de Castillo de Garcimuñoz y Pinarejo. Cuenta con 17 aerogeneradores con una potencia nominal de 1500 kW de potencia unitaria.
La mayoría de sus aguas las recogen diversos arroyos que son afluentes del río Záncara que a su vez lo es del Guadiana. Cerca del castillo nace el río Rus, afluente del río Záncara. Otos arroyos que son afluentes del Záncara son: Rambla del Tierno, Cañada de la Moraleja, Vallejo de la Peña Cervera, Vallejo de la Tejera, Vallejo de la Halconera y Cañada Illán. Todos estos arroyos tienen una marcada estacionalidad, llevan agua en invierno o en días lluviosos y prácticamente van secos en verano.
Entre los afluentes del Júcar, que también pasa por su término, están: el arroyo Riato junto al Molinillo, la rambla de los Blancares, la rambla del Tejar y la rambla de la Casa Blanca. En parte de su término municipal se extiende el embalse de Alarcón, que recoge aguas del río Júcar.	
Desde tiempos inmemoriales Castillo de Garcimuñoz cuenta con tres fuentes de agua dulce.
- La fuente de Abajo es una fuente que se restauró en 2014 gracias a una subvención europea. Se trata de una canalización subterránea de unos 220 m de longitud aproximadamente, 1,60 m de altura y con un canal por donde discurre el agua desde su nacimiento. En el exterior de la fuente, hay un escudo deteriorado de don Diego López Pacheco, pero cabe la posibilidad todavía no confirmada de que su origen pueda ser árabe. Subiendo hacia el yacimiento hay una galería tapada que probablemente comunique con el castillo.
- También contiene una galería subterránea, la fuente Alcázar. Junto a ella hay un sondeo para dar agua potable al pueblo que actualmente está en desuso. Aquí todavía se conserva un antiguo lavadero.
- La fuente del Berro, que es de agua salobre y al lado tiene un lavadero. Probablemente también tenga una canalización subterránea hasta ahora no descubierta. Se halla junto a la autovía A3 tras cruzar la carretera que enlaza con ella bajando desde la población.

### Flora y fauna
La asociación forestal más abundante es la garriga compuesta principalmente por encinas, coscoja, enebro y espino negro. En las zonas más degradadas vegetan aulagas, tomillo, espliego, morquera, cantueso etc. En las proximidades del paraje del Cerro Cañamón, cabe destacar la presencia de cambronales compuestos por cojín de monja (Erinacea anthyllis). También hay pequeñas manchas de pino piñonero y dos montes repoblados con pino carrasco en consorcio con el antiguo ICONA, los montes de Las Cuerdas y La Manga de la Puebla.
En el paraje conocido como Cerro Murueco se dan varios casos de hibridación entre encina y coscoja, que es el mesto (Quercus x auzandrii), estos árboles debido a la superstición, habitualmente no se cortaban porque se decía que daba mala suerte.
La fauna, debido a la diversidad de ecosistemas, es muy variada. En las zonas de cultivo es posible observar especies típicamente esteparias como avutarda, sisón, alcaraván, ganga, alondra, calandria, codorniz y perdiz. En las zonas con más monte o cazando por todo el término se avistan el búho real, lechuza, mochuelo, ratonero, azor, águila culebrera, gavilán, cernícalo común y cernícalo primilla. En las proximidades del embalse de Alarcón se pueden observar diferentes especies de aves acuáticas ánade real, focha, polla de agua, grulla, así como el aguilucho lagunero y el águila pescadora.
En cuanto a mamíferos se pueden encontrar jabalí, corzo, zorro, conejo, liebre, gato montés y jineta.

### Clima
Su clima es mediterráneo frío, con grandes oscilaciones térmicas. La temperatura media es de unos 13 °C, pero llega a rozar los 40 °C en verano, y baja a temperaturas bajo cero en los meses de invierno. Cuando los vientos vienen del norte la sensación térmica es de menor temperatura. Su pluviosidad es irregular concentrándose en los meses de otoño y primavera. Alternan ciclos lluviosos con ciclos de sequía.

## Demografía
Castillo de Garcimuñoz cuenta con una población de 132 habitantes (INE 2024).
| Gráfica de evolución demográfica de Castillo de Garcimuñoz entre 1842 y 2021                                        |
| |
| Población de derecho según los censos de población del INE Población de hecho según los censos de población del INE |

## Administración y política
| Periodo   | Nombre                            | Partido |
| --------- | --------------------------------- | ------- |
| 1979-1983 | Marciano Sepúlveda Muñoz          | UCD     |
| 1983-1987 | Marciano Sepúlveda Muñoz          | UCD     |
| 1987-1991 | Marcial Solera Pérez              | PP      |
| 1991-1995 | Francisco Javier Lavara Fernández | PSOE    |
| 1995-1999 | Francisco Javier Lavara Fernández | PSOE    |
| 1999-2003 | Francisco Javier Lavara Fernández | PSOE    |
| 2003-2007 | José Luis Fernández Lavara        | PSOE    |
| 2007-2011 | Luis Miguel Sepúlveda Martínez    | PP      |
| 2011-2015 | Francisco Javier Lavara Fernández | PSOE    |
| 2015-2019 | Francisco Javier Lavara Fernández | PSOE    |
| 2019-2023 | Francisco Javier Lavara Fernández | PSOE    |
| 2023-act. | Justo López Pinar                 | PSOE    |

## Historia

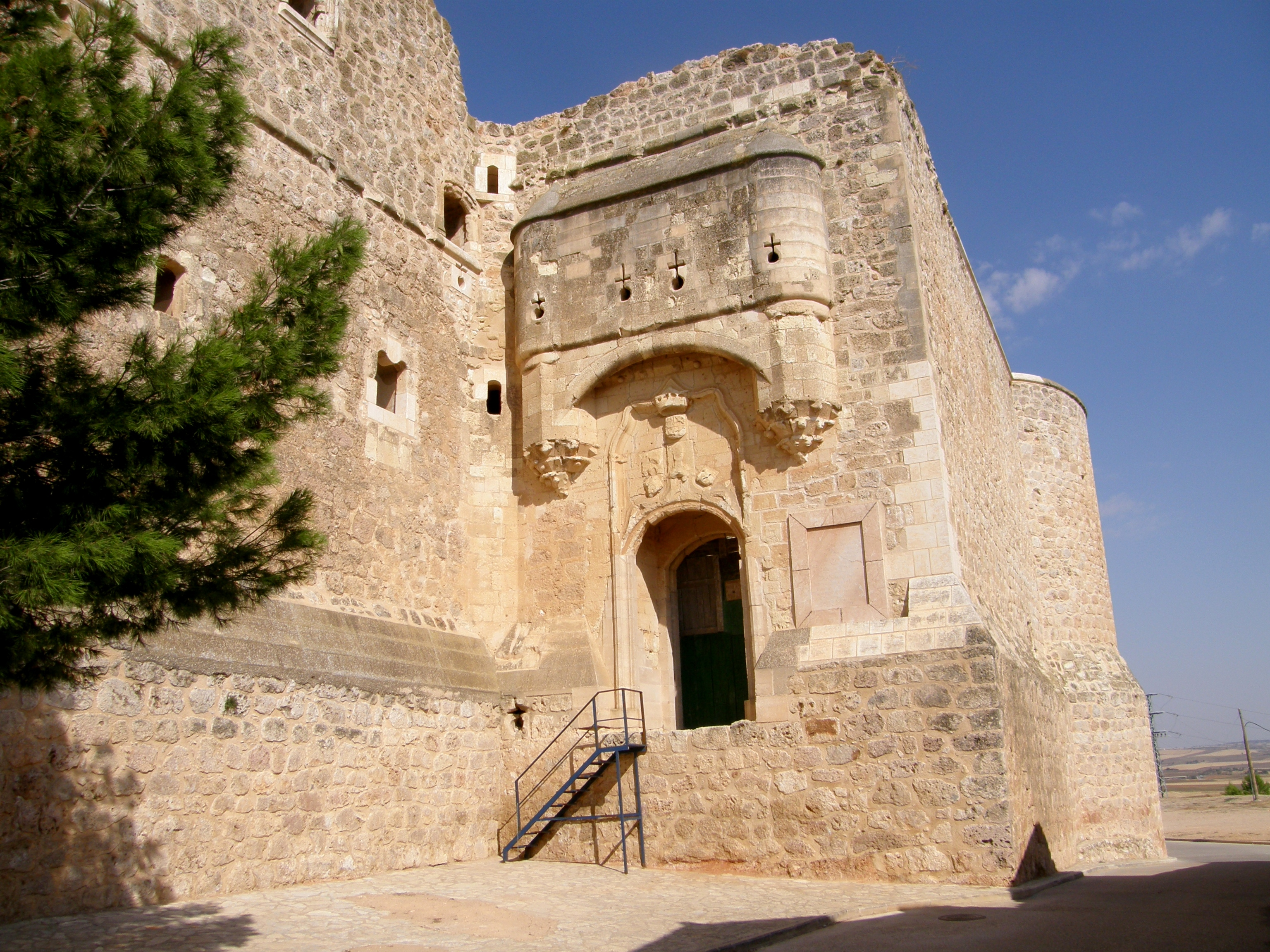
Portada del castillo

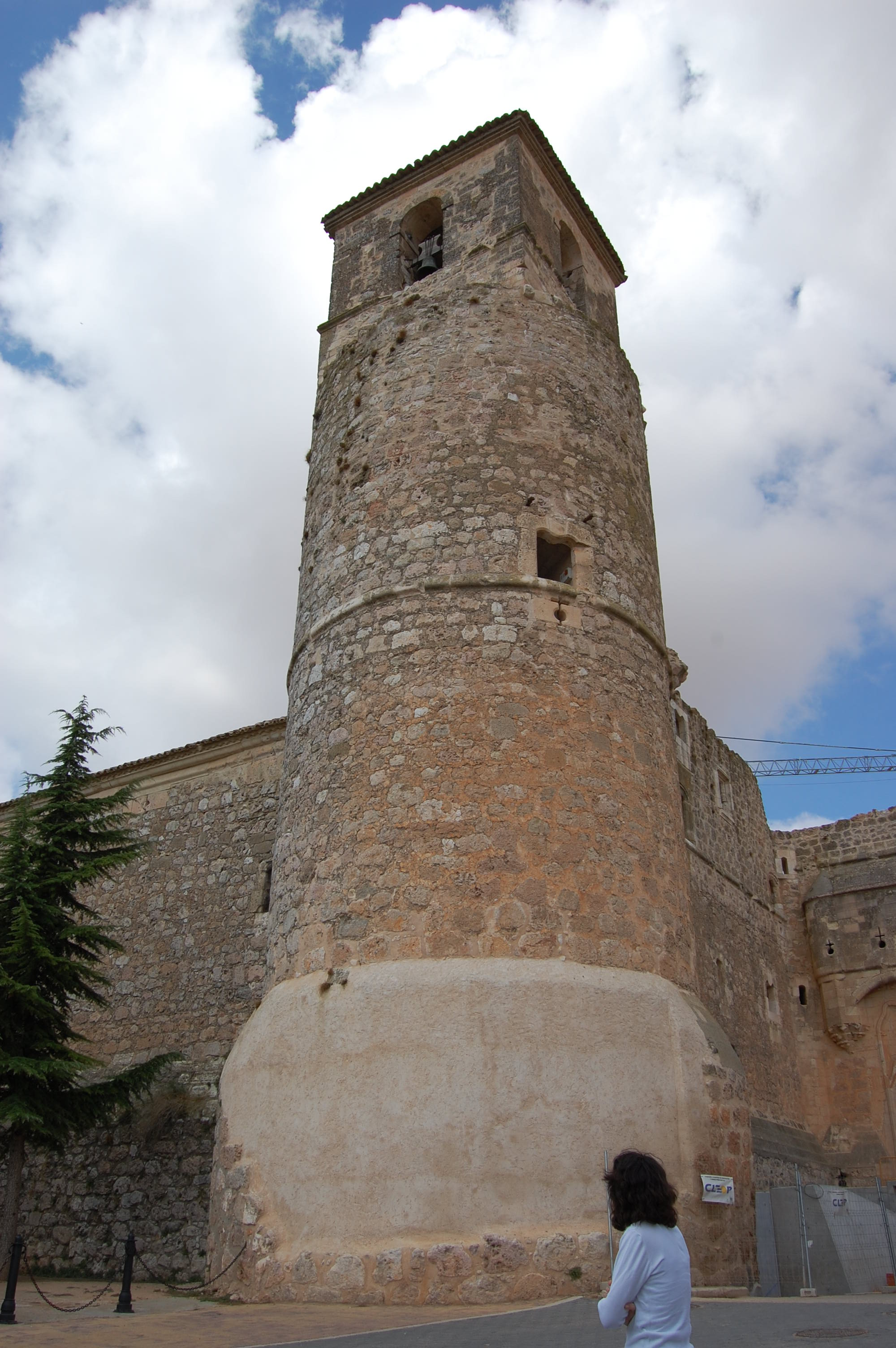
Torre este del castillo

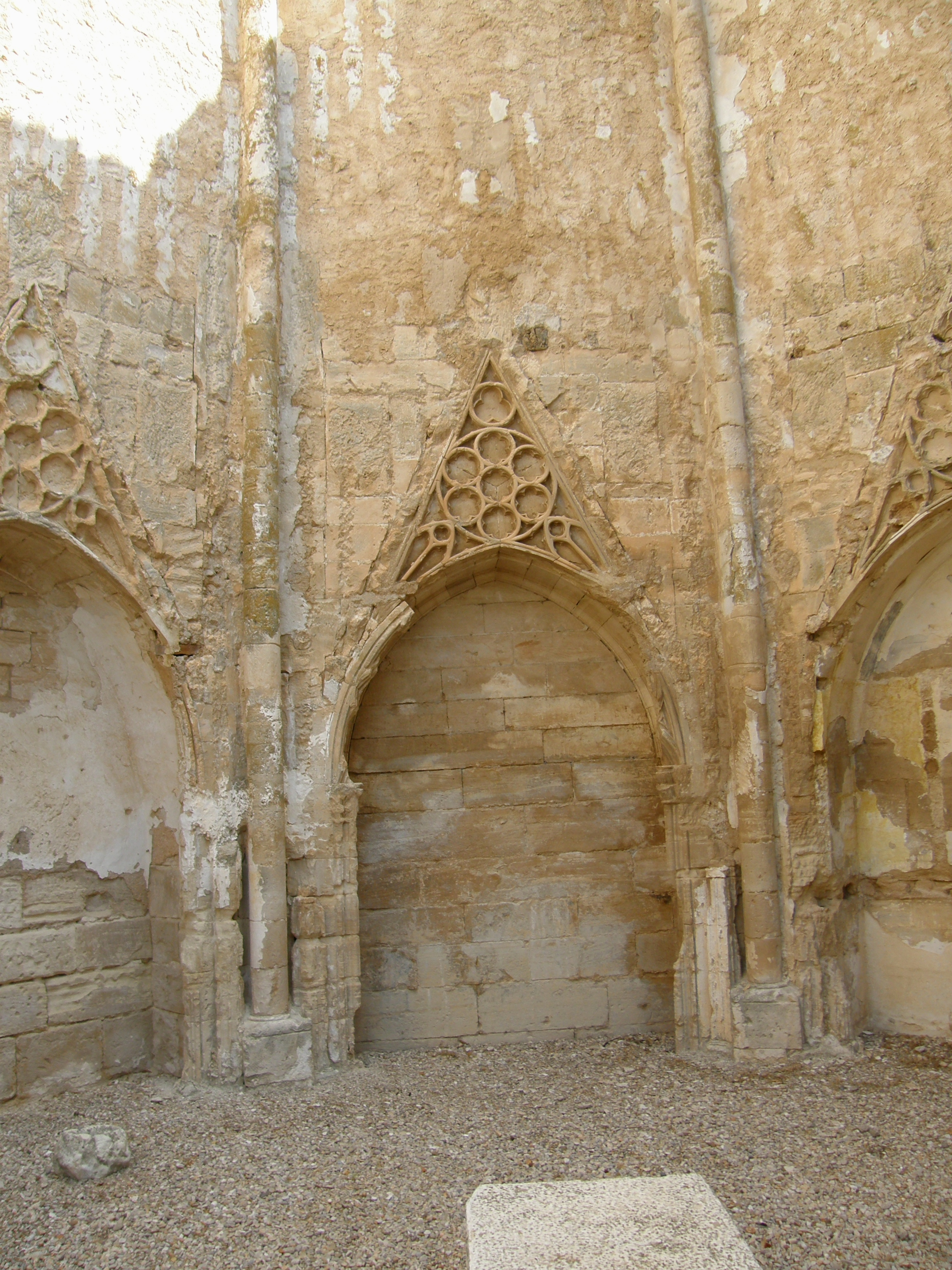
Ábside de la iglesia del convento de los agustinos

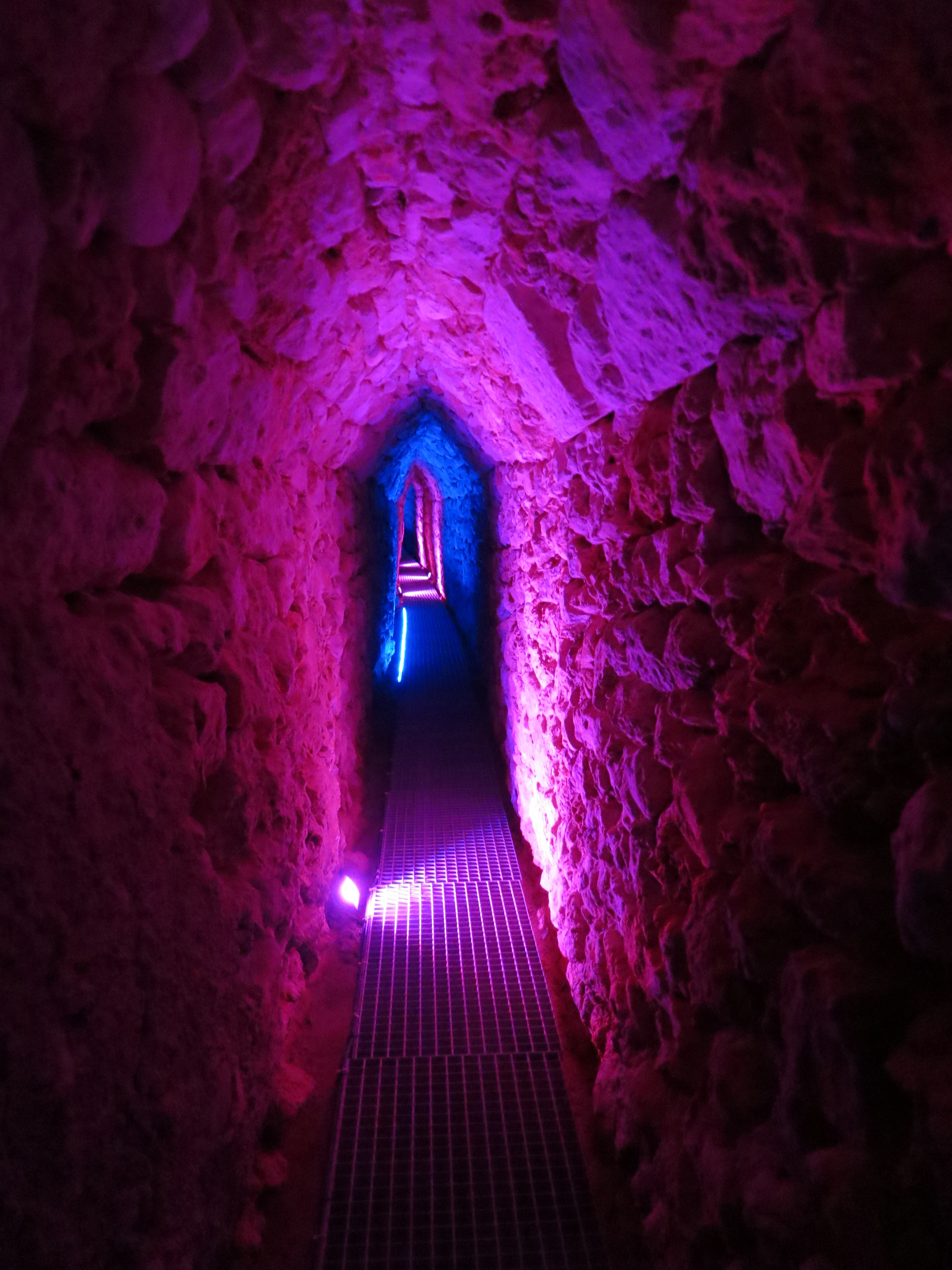
Canalización subterránea de la fuente de Abajo

El Castillo de Garcimuñoz está situado en un lugar elevado a un kilómetro del punto kilométrico 156 de la autovía del Este (A3). Pascual Madoz dice en su Diccionario geográfico estadístico histórico que en tiempos de los romanos se llamó Segar, pero no aporta ningún testimonio que lo justifique.
En el período de ocupación musulmana este lugar pasó a denominarse al-Marg Hamal y parece ser que en 1172 estaba ocupado por los cristianos cuando las tropas almohades del sultán Abú Yaqúb Yusúf, que se dirigían hacia la ciudad de Huete, lo tomaron por sorpresa, mataron a sus hombres y esclavizaron a mujeres y niños.
En 2008 Joaquín Parerisas realizó una excavación en el castillo de don Juan Manuel, que yace debajo del que construyó don Juan Pacheco, pero los resultados obtenidos (una blanca del rey Juan II, dos juegos de alquerque, cerámica valenciana, unas cañerías de agua y las paredes de piedra y yeso de un alcázar cristiano)  no aportan datos novedosos. En 2010 Sonia López Melón excava la entrada al castillo de don Juan Pacheco y en la entrada encuentra restos del alcázar de don Juan Manuel y entre ellos un alfaizor del siglo X, posteriormente el arqueólogo Michel Muñoz halla en diversos sitios del mencionado alcázar restos de tapial calicastrado, todo lo cual induce a pensar que los restos más antiguos del alcázar pueden ser del siglo X.
En 1177, el rey Alfonso VIII conquista la ciudad de Cuenca. Dos años después es probable que también conquistara este emplazamiento musulmán, después de la toma de Zafra de Záncara (1179). El castillo tomó entonces el nombre del caballero García Muñoz, que acompañaba al rey, y que confirma tres de sus documentos (uno en 1167 y dos en 1179). García Muñoz debió ser nombrado alcaide del Castillo y encargado de su repoblación, de aquí que a la población, en lo sucesivo, se la conozca como Castillo de Garcimuñoz. La repoblación de Alfonso VIII se realizó con gentes provenientes de Extremadura y Burgos. Posteriormente, en 1184 Alfonso VIII tomó Alarcón a cuyo alfóz perteneció Castillo de Garcimuñoz durante 138 años.
Alfonso X el Sabio nombra a su hermano, el infante Don Manuel, Adelantado Mayor de Murcia y le otorga el señorío de Villena, en sus inicios formado por tierras de Alicante y Murcia. De este modo surge un señorío particular, el señorío de Villena, cuyos territorios en tiempos de su hijo don Juan Manuel fueron tan extensos como un reino. Aurelio Pretel considera que este señorío es un apanage, pues si no había heredero varón debería retornar a la Corona.
La referencia castellana más antigua procede de un documento que se cita en el libro Relaciones genealógicas de los marqueses de Trocical, en el que el concejo de Alarcón concede a unos caballeros de Talayuelas permiso para hacer una dehesa de monte. Otra cita antigua procede de El libro de cuentas y gastos del rey de castilla Sancho IV en el que cita las aldeas en las que se recoge dinero para pagar a los caballeros que habían de acompañar en 1294 a don Juan Manuel a la tierra de Murcia y se indica que Castillo de Garcimuñoz pagó 1333 maravedís el 14 de noviembre de 1294.
La incorporación de Castillo de Garcimuñoz al señorío ocurrió al mismo tiempo que Alarcón, a cuyo alfoz pertenecía. Al morir en 1295 Sancho IV, tutor de don Juan Manuel, se reanuda la lucha entre los reinos de Castilla y Aragón por la posesión de Murcia. En 1296 el rey de Aragón, Jaime II, comienza la guerra y conquista algunas plazas de don Juan Manuel: Alicante, Elda, Novelda, Aspe, Crevillente, Callosa, Guardamar y Elche, entre otras plazas ubicadas en la provincia de Alicante.
Don Juan Manuel reclamó como perjudicado, a la reina regente doña María de Molina, que se le concediese en compensación Alarcón y su tierra, compuesta por 62 aldeas, objetivo que logra por privilegio otorgado en Cuellar (26-3-1297) y que se confirma definitivamente con el tratado de Torrellas, de 1304.
Don Juan Manuel habitó gran parte de su vida en el alcázar de Castillo de Garcimuñoz, en cuya torre tenía sus tesoros, según su testamento y fue aquí donde escribió gran parte de su obra literaria. Es muy probable que naciera en Garcimuñoz su hija Constanza (esposa de Pedro I de Portugal), que murió en Santarem (13-11-1345), a los 29 años de edad, de puerperio, pocos días después de haber alumbrado a su hijo Fernando, que sería rey de Portugal con el nombre de Fernando I.
El 3 de octubre de 1322, don Juan Manuel eximió a la aldea de la jurisdicción de Alarcón y la declaró villa independiente.
En estos momentos el señorío de Villena tiene cuatro núcleos importantes: Alarcón, Chinchilla, Villena y Castillo de Garcimuñoz, desde los cuales don Juan Manuel lanzará ofensivas contra la Corona, pues Alfonso XI había repudiado a su hija Constanza con la cual se había comprometido a casar y la mantenía presa en el castillo de Toro. Alfonso XI consigue romper las alianzas con Aragón y ataca el señorío desde Cuenca y Murcia. Don Juan Manuel se reconcilia con el rey, gracias a la intercesión de su suegro, el rey Jaime II de Aragón, pero de nuevo declaró la guerra al rey Alfonso XI hasta que éste le devolvió a su hija Constanza (1329). Posteriormente, el maestre de Santiago, Vasco Rodríguez Coronado, cercó a don Juan Manuel en Castillo de Garcimuñoz (1336) para que no lograra sacar de él a su hija Constanza (prometida del príncipe Pedro) y llevarla a Portugal, pero el matrimonio se celebró por poderes en Castillo de Garcimuñoz (28-3-1336) y finalmente en Lisboa  (24-8-1339).
En 1348 muere Don Juan Manuel y le sucede su hijo Don Fernando, que fallece en 1351, probablemente envenenado. El señorío lo hereda su hija Blanca siendo una niña, por lo que éste queda bajo la tutela del caballero Íñigo López de Orozco. Doña Blanca muere en Sevilla en la corte de Pedro I el Cruel (1360), probablemente envenenada, para que el marquesado regrese a la corona.
Doña Juana Manuel, otra hija de don Juan Manuel, casada con Enrique de Trastamara, reclama sus derechos al marquesado. Por este y otros motivos se desencadena la guerra entre los hermanastros Pedro I y Enrique de Trastamara. Terminada la guerra civil, don Enrique concedió el marquesado de su esposa a don Alfonso de Aragón (Burgos, 5-2-1367) para recompensarle por los servicios prestados durante la contienda, ya que cayó prisionero en la batalla de Nájera luchando a favor de don Enrique.
Desde la subida al trono de Enrique II, el Castillo irá pasando de la Corona a la nobleza sucesivamente hasta 1436, año en que no pasa a la Corona castellana, sino al del rey de Navarra, Juan I. Dicho rey logra un compromiso matrimonial entre su hija, la infanta Blanca,  y el príncipe heredero de Castilla, el futuro Enrique IV. En la dote se incluye el marquesado de Villena hasta la celebración de la boda, que tendría lugar después de cuatro años, Garcimuñoz y otras villas debían ser administradas por el rey de Navarra, pero Alarcón se negó a ello por lo que el territorio se administró desde Garcimuñoz, lugar de residencia del gobernador del mismo mosén Diego Fajardo.
Posteriormente, el rey dona la villa de Garcimuñoz a Rodrigo de Villandrando, conde de Ribadeo, en agradecimiento por sus servicios, aunque éste nunca llegará a tomar posesión de la villa a pesar de sus continuas reclamaciones.
En 1445 la situación política era complicada. Algunos nobles no aceptaban ni la autoridad del rey ni la de su valido, Álvaro de Luna. Poco a poco va emergiendo la figura de don Juan Pacheco, que tiene una gran influencia sobre el príncipe. Después de la batalla de Olmedo (19-5-1445) contra los infantes de Aragón, en recompensa por sus servicios y gracias a la intercesión del príncipe Enrique, Juan II le nombra marqués de Villena (12-9-1445). Don Juan Pacheco, paulatinamente va adquiriendo una gran cantidad de tierras y villas, (unas por donación de la Corona, otras por permuta y otras por compra) hasta lograr recomponer el antiguo señorío de Villena de don Juan Manuel. En 1449 el rey Juan II le permuta los castillos de Chinchilla y Garcimuñoz por la plaza de Medellín, con lo que el marqués afianza sus dominios, puesto que ambos castillos están estratégicamente situados dentro del señorío de Villena.
Don Juan Pacheco construyó una nueva fortaleza en Garci Muñoz (1458), sobre el antiguo alcázar de yeso de don Juan Manuel. Después de la monda que se hizo del cementerio que se ubicó allí (1974)y de la excavación del mismo por Joaquim Parcerisas (2008) se puede apreciar la planta baja de este alcázar de don Juan Manuel.
El hijo de don Juan Pacheco, Diego López Pacheco, se puso a la cabeza de la oposición a la subida al trono de Isabel la Católica, junto al arzobispo de Toledo Don Alfonso Carrillo. En esta guerra sucesoria tras la muerte de Enrique IV juegan un papel importante las villas de   Belmonte, Alarcón y Castillo de Garcimuñoz, que eran el último reducto del marquesado de Villena, tras caer Almansa, Chinchilla y la mayoría de las villas del marquesado de Villena. Los reyes enviaron a Jorge Manrique y a Pedro Ruiz de Alarcón como capitanes de las Hermandades de Toledo, y a Pedro Fajardo, Adelantado de Murcia, a conquistarlas. Luchando contra las fuerzas del capitán del marqués don Pedro de Baeza, Jorge Manrique fue herido por una lanzada que le dieron debajo de los riñones, al cruzar un ribazo, a tres kilómetros del castillo de Garcimuñoz en el camino de la aldea de La Nava. Enterado del acontecimiento, don Diego López Pacheco, haciendo gala de su espíritu caballeresco, le envió sus propios cirujanos (mase Rodrigo y Mastre Lorencio) pero Jorge Manrique murió poco después (24-4-1479) en la cercana villa de Santa María del Campo Rus, donde tenía instalado su campamento y fue enterrado en Uclés junto a su padre,  el maestre de la orden de Santiago, Rodrigo Manrique.
El 1 de marzo de 1480 firma en Belmonte la segunda concordia con los Reyes Católicos. Con ello termina la contienda y también la importancia guerrera del Castillo de Garcimuñoz. El patrimonio de Don Diego López Pacheco sufrirá una importante merma en su señorío, sólo le quedaron: Alarcón, Belmonte, Garcimuñoz y Zafra en Cuenca, Alcalá de Júcar y Jorquera en Albacete y Jumilla en Murcia.
Posteriormente, la tercera esposa de don Juan Pacheco, doña María de Velasco, reclamó para sí y para su hija Mencía la villa de Castillo de Garcimuñoz, como compensación por la dote, arras y bienes gananciales. Después de haber logrado el permiso de los Reyes Católicos (Toledo, 24-5-1480) se firmó con Pedro Díaz Soto (Escalona, 22 de junio de 1480), apoderado de doña María de Velasco y su hija, la permuta de Castillo de Garcimuñoz y un juro de heredad de 45 000 maravedíes por la villa de Riaza. Los Reyes Católicos confirmaron esta permuta en Toledo el 22 de julio de 1480.
Posteriormente seguirá siendo importante como villa del marquesado de Villena, que por compromisos matrimoniales viene a juntarse con el ducado de Frías.
Hasta el primer tercio del siglo XIX, los marqueses de Villena son los señores efectivos de la villa, poniendo corregidor en ella y cobrando las alcabalas. Es con la ley del 3 de mayo de 1823, cuando desaparece la jurisdicción de los señoríos y los tributos pasa a cobrarlos la hacienda pública en lugar del marqués, quien termina vendiendo sus pertenencias en Castillo de Garcimuñoz.
Por cuanto respecta al castillo, en una crujía del mismo se comienza a construir en 1663 la iglesia de san Juan Bautista que se inauguró el 7 de junio de 1708. En estas obras los lienzos y torres del castillo sirvieron de cantera para construir la iglesia y fueron la causa de la destrucción del castillo. Gracias a esta reutilización ha podido llegar a nuestros días, aunque en su mayor parte en estado semirruinoso. El patio de armas posteriormente fue alquilado por el cura párroco Manuel Rufino Ximénez (24-3-1835) al marqués de Villena y duque de Frías Bernardino Fernández Pacheco para su utilización como cementerio, a causa de la prohibición del gobierno de continuar enterrando en las iglesias.
No es cierto que los Reyes Católicos mandaran desmochar sus torres y sus lienzos, pues en la Relaciones de pueblos del obispado de Cuenca, realizadas en 1579 en tiempos de Felipe II, se dice: "El remate es de muy hermosas almenas de sillería de piedra franca sobre obras muertas.

### Propietarios: años, titular y causa
- 1184-1297 Corona de Castilla.
- 1297-1348 Juan Manuel. Privilegio firmado en Cuéllar el 26-3-1297 por la reina regente María de Molina.
- 1348-1351 Fernando Manuel de Villena. Herencia.
- 1351-1360 Blanca Manuel. Herencia.
- 1360-1369 Regresa a la Corona. Don Sancho, hijo de Pedro I.
- 1369-1395 Alfonso de Aragón. Donación por Enrique II.
- 1395-1409 Regresa a la Corona.
- 1409-1415 María, esposa de Alfonso V de Aragón. Donación de Enrique III por matrimonio de su hija María.
- 1421-1427 Enrique de Aragón. Donación de Enrique III por matrimonio de su hija Catalina.
- 1427-1436 Regresa a la Corona.
- 1436-1445 Juan I de Navarra.  Recibido en dote por matrimonio de su hija con Enrique IV.
- 1445-1468 Juan Pacheco. Permuta por Medellín con el príncipe Enrique (IV).
- 1468-1529 Diego López Pacheco. Herencia.
- 1529-1663 Los marqueses de Villena herederos de Diego López Pacheco.
- 1663 El marqués de Villena, don Juan Manuel Fernández Pacheco, concede permiso para que se edifique la iglesia en la antigua fortaleza.
- 1835 El cura párroco, don Manuel Rufino Ximénez, adquiere el recinto murado para destinarlo a Campo Santo. Concierto con el apoderado del marqués de Villena y duque de Frías don Bernardino Fernández Pacheco (24-3-1835).
- 1663, y 1835-2000 Diócesis de Cuenca.
- Año 2000. La diócesis de Cuenca cede el Castillo al Ayuntamiento de Castillo de Garcimuñoz durante cincuenta años.

## Patrimonio

### Castillo

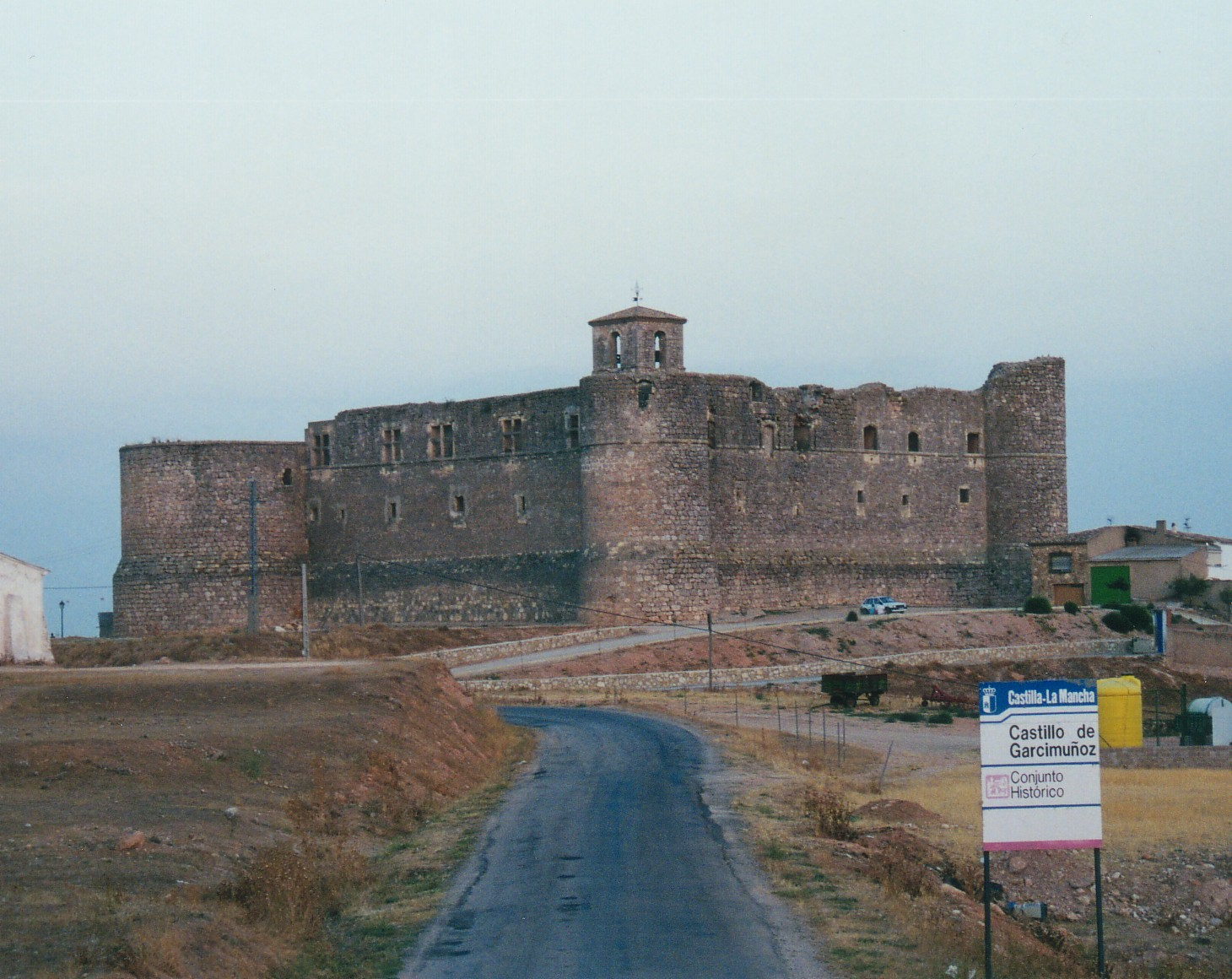
Vista del castillo

Desde que en 1663 se comenzara a edificar en una crujía del castillo la actual iglesia de san Juan Bautista y se utilizaran su muros como cantera, el estado de la fortificación quedó semirruinoso, pero se conserva todo su recinto murado hasta el nivel del camino de ronda.
Está construido de sillarejo y argamasa. Sus muros, de casi tres metros de espesor, están construidos para resistir el ataque de la artillería de la época. En la parte baja, además está reforzado por un talud que dificulta su conquista.
Tiene forma de cuadrado irregular. Sus esquinas están fortificadas con cubos de planta circular. El del Norte era su torre del homenaje. Estos torreones tienen cúpula de ladrillo y estaban coronados con casamatas o amplias plataformas para el emplazamiento de la artillería.
Tuvo en tiempos dos plantas más la baja y el ático, dispuestas en torno a un patio central o patio de armas. En la primera planta destacan troneras de última época, denominadas de cruz y orbe. En el segundo piso de su lado noroeste destacan cinco ventanas góticas con forma de cruz. Tanto en los lienzos como en los cubos posee el clásico cordón o bocel decorativo, característico de las fortificaciones del siglo XV.
Las ventanas del primer y del segundo piso en sus alas este y oeste dan testimonio de que una parte del castillo tuvo finalidad palaciega. Las ventanas del primer piso son muy singulares, constan de tres centros, el central inverso.
Su portada de piedra de sillería es una de las más representativas entre los castillos de España. Su estilo es gótico isabelino y semeja un retablo de piedra tallada suspenso sobre el muro. En ella se pueden apreciar dos partes: la inferior corresponde a la puerta que se halla a dos metros sobre el nivel actual del suelo, sus jambas se rematan con arco carpanel. De la prolongación de las jambas arranca una orla ornamental que se cierra sobre la corona; debajo de esta y en el centro, las armas reales de Enrique IV de Castilla; más abajo, una armadura y tres escudos borrosos. Según varias cartas de don Juan Pacheco al concejo de Castillo de Garcimuñoz, el maestro que dirigió las obras de la fortaleza fue Martín Sánchez Bonifacio junto con su hermano Lorencio.
La parte superior es una buharda o ladronera. En ella hay cuatro huecos de troneras en forma orbe y cruz.
Después de un estudio arqueológico a cargo de Parerisas, en marzo de 2010 se iniciaron las obras de rehabilitación cuya dirección se encomendó a la arquitecta Izaskun Chinchilla. Las obras fueron suspendidas al quebrar la empresa que las hacía. En marzo de 2016 se entregó la obra al ayuntamiento y a mediados de abril se abrió al público para visitas turísticas.
Este castillo tiene la peculiaridad de que debajo del castillo que mandó construir don Juan Pacheco en 1458 al maestro Martín Sánchez Bonifacio, existe el castillo que en su día habitó don Juan Manuel, que a su vez es continuación del que habitara Garci-Muñoz y del que en su día destruyó el califa Yusuf en su expedición de 1172 contra la ciudad de Huete.
El castillo es visitable desde mayo de 2016. Desde abril de 2019 cuenta con una audioguía con diez puntos de explicación y frecuentes carteles para ampliar información.

### Cruz de Jorge Manrique

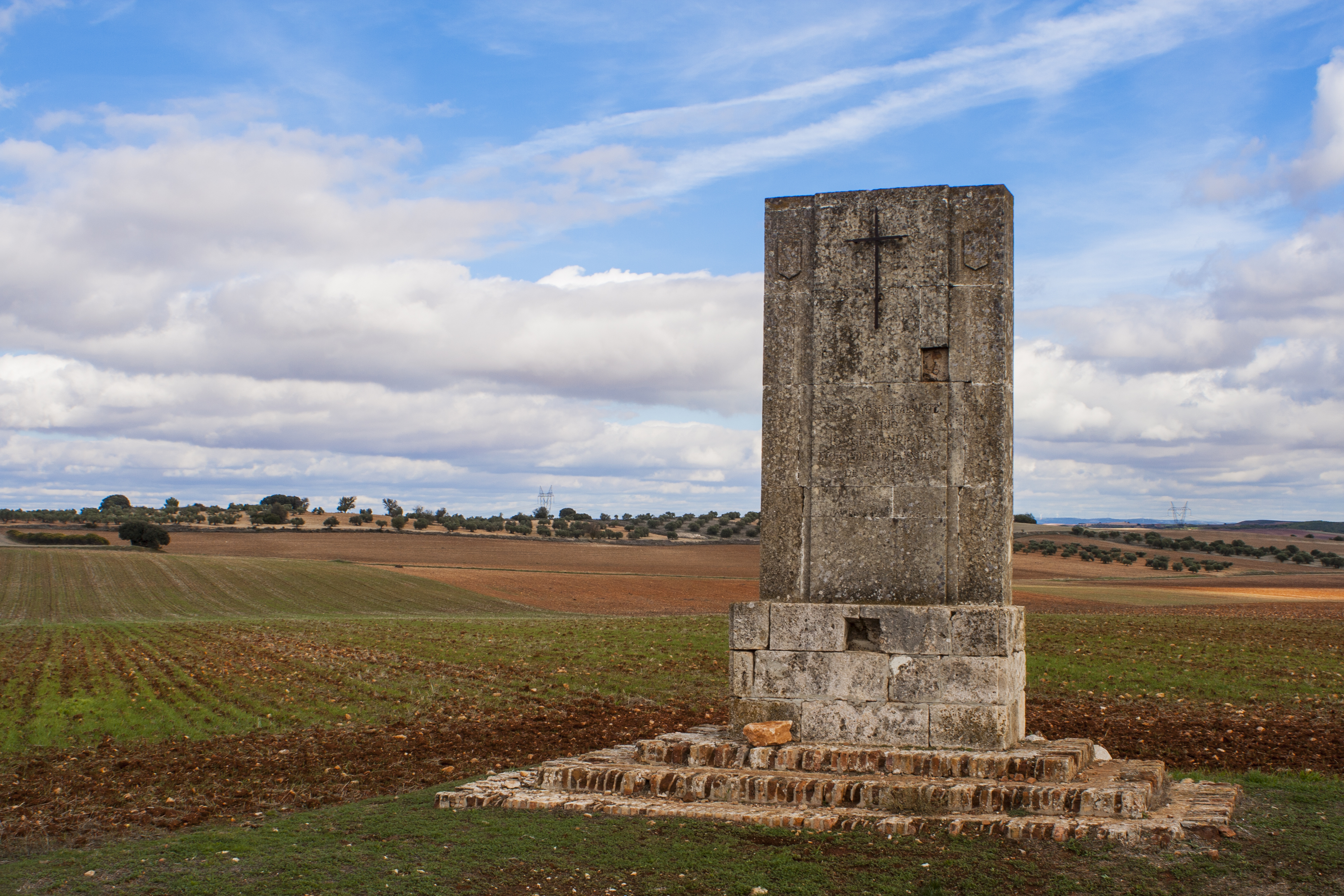
Cruz de Jorge Manrique

En 1941, por iniciativa del poeta Federico Muelas, se construyó este monumento que sustituyó a la antigua cruz de hierro. Está situado a 3 km del pueblo en el camino de la Nava, en el lugar donde supuestamente cayó mortalmente herido (1479) el poeta Jorge Manrique. El material con el que está construido es piedra de sillería perteneciente a la catedral de Cuenca. El recorrido de la carrera popular con motivo de la virgen de agosto tiene en él su punto de retorno.
En el monumento se lee: Aquí cayo mortalmente herido Jorge Manrique, luchando por la unidad de España. Tiene dos escudos, una en cada lado, y en el centro una cruz de hierro. En el pie del monumento, hay un hueco destinado a una arqueta en la que se encontraban las coplas de Jorge Manrique, entre ellas las famosas "A la Muerte de su Padre"; hoy solo queda el hueco.

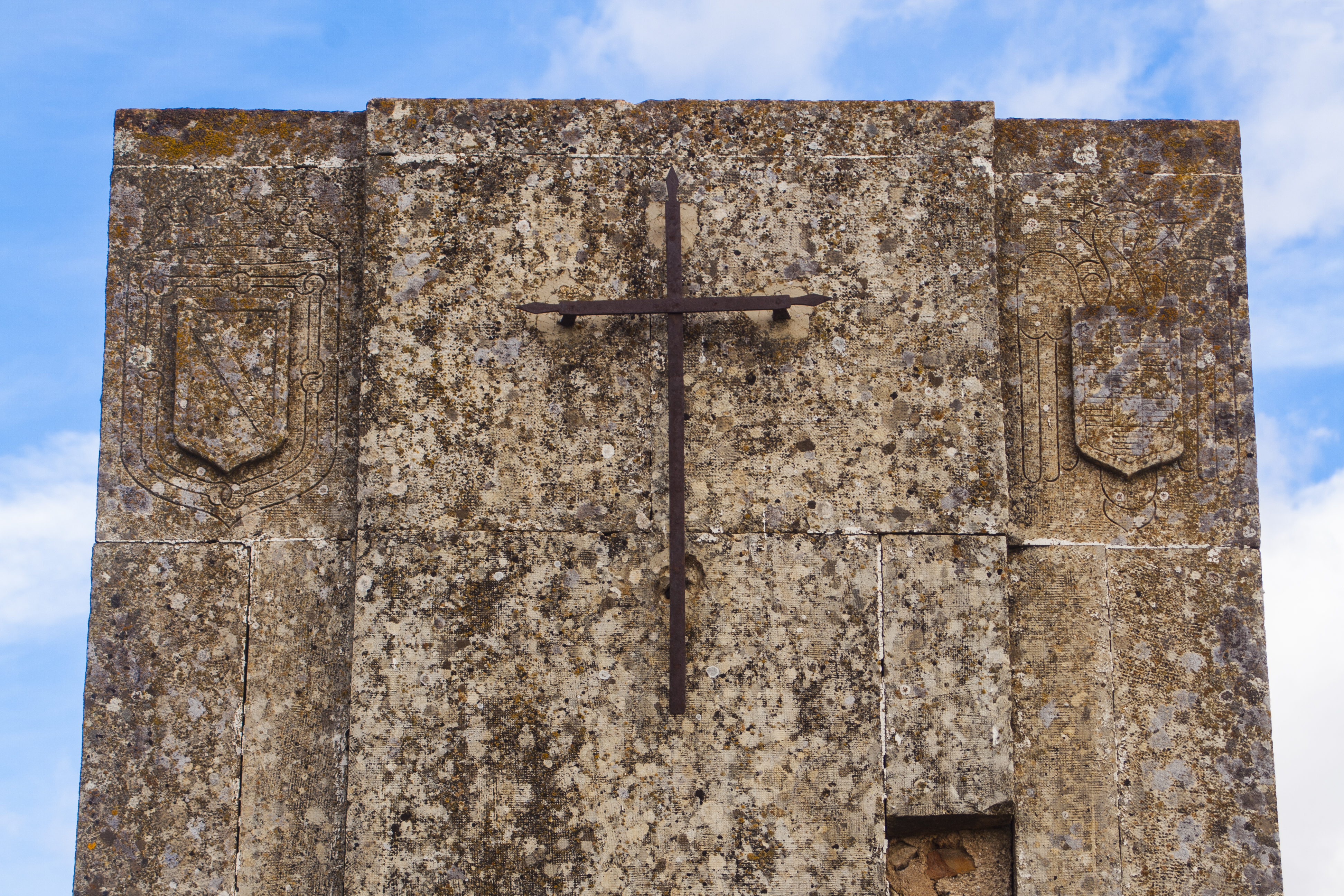
Detalle de la cruz

### Hospital y conventos
Antes de las desamortizaciones del siglo XIX (en 1834 se expulsa a los frailes y en 1835 a las monjas) contaba con un hospital de pobres mendicantes, que poseía muchas almudes de terreno en los términos de Castillo de Garcimuñoz y de La Almarcha y con dos conventos.
El hospital de nuestra señora de la Concepción fue fundado por Alonso González de Villamayor que era cura párroco de esta villa hacia 1640
El convento de frailes de San Agustín lo fundó don Juan Manuel en 1236 y todavía se conserva el ábside de su iglesia (de estilo gótico) y los muros externos del claustro del convento.
El convento de monjas agustinas, denominado Nuestra Señora de Gracia lo fundó en el siglo XV Catalina López y fue reparado en 1500 por Leonor González de Castillo. Este edificio se conserva en buen estado actualmente, pero repartido en ocho casas habitadas por los vecinos de la villa.

### Sábana santa
En 1640 Alonso de Villamayor trajo consigo una copia de la Sábana Santa de Turín que se guardaba en un arca. Tras el fallecimiento de su último cura párroco don Teodoro Bonilla, esta se guarda en el tesoro de la Catedral de Cuenca.

## Fiestas
- Fiestas de San Juan Bautista, patrón de la localidad (fin de semana más cercano al 24 de junio).
- Semana Santa (Jueves Santo, Viernes Santo y Domingo de Resurrección).
- Fiestas patronales en honor a Ntra. Sra. de las Angustias celebradas del 11 al 15 de agosto, siendo este último su día grande.
- Jornadas manriqueñas. Se celebran todos los años en el mes de abril para conmemorar la muerte del poeta y guerrero Jorge Manrique. Alternan los tres pueblos que forman el triángulo manriqueño: Castillo de Garcimuñoz, donde fue herido de muerte; Santa María del Campo Rus, donde murió; y Uclés, donde fue enterrado.
- El 9 de noviembre de 1375 el marqués de Villena, don Alfonso de Aragón, estando en Castillo de Garcimuñoz concedió a Albacete el privilegio de villazgo eximiéndole de la jurisdicción de Chinchilla.[34] Para conmemorar tal acto, todos los años en ese día se celebra una jornada conmemorativa y de hermandad entre Albacete y Castillo de Garcimuñoz.

## Virgen de las Angustias

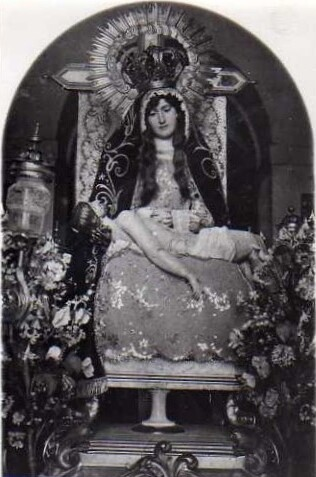
Fotografía de la talla anterior a la Guerra Civil

Nuestra Señora de las Angustias es la patrona de Castillo de Garcimuñoz, cuyas fiestas se celebran del 11 al 15 de agosto. La devoción a la imagen data de hace más de 300 años, cuando Castillo de Garcimuñoz fue atacado por una gran plaga de langostas que acababa con toda la cosecha de los agricultores del pueblo. Desesperados ante esta situación, con la ayuda de sábanas que se usaban como sacos, los agricultores quemaban algunas de estas langostas, aunque sus intentos por exterminarlas eran inútiles. “Los Canillas Viejos”, una familia del pueblo, decidieron subir a la Sala del Cabildo donde se almacenaban todas las imágenes de las iglesias antiguas derruidas, como la Parroquia de San Nicolás y la Ermita de San Cristóbal. En un rincón encontraron una virgen que les pareció hermosa, era una talla de la Virgen de las Angustias a la que decidieron poner en unas andas y llevarla a la zona del pueblo en la que más población de langosta había, la zona de la “Peña Cervera”. Cuando la virgen llegó en procesión, una gran nube de langostas cubrió la imagen y en poco tiempo comenzaron a caer muertas sobre su manto. Es este el motivo por el que en el manto que la virgen luce durante las fiestas, bordado por Encarna Saiz en 1954, podemos encontrar una decena langostas bordadas en su manto como recuerdo de la hazaña ocurrida muchos años atrás. Además, ante lo ocurrido, se acordó nombrarla como nueva patrona de Castillo de Garcimuñoz. Hasta este hecho, la patrona del pueblo había sido la imagen de la Purísima Concepción.
En 1936, con el comiendo de la guerra civil española, numerosas imágenes enseres religiosos del pueblo fueron destruidas. Es este año cuando se destruye la imagen antigua de la Virgen de la Angustias. Tras el arrastre de la virgen, se sabe que se hizo una lumbre con ella. Mientras boleaban con la cabeza de la virgen, se desprendió un ojo, que fue recogido por Aurora quien se lo dio a su madre Jacinta. El ojo fue conservado con un pañuelo en el fondo de un baúl hasta finalizar la guerra. Además del ojo de la virgen antigua, se han conservado hasta día de hoy varios enseres de la virgen antigua como son la cruz que lleva a sus espaldas, una corona y un manto. En 1939, finalizada la guerra, Pedro “El auxiliar” y Víctor compraron una pequeña talla de la Virgen de las Angustias con la que se procesionó durante los tres años siguientes a la guerra. 

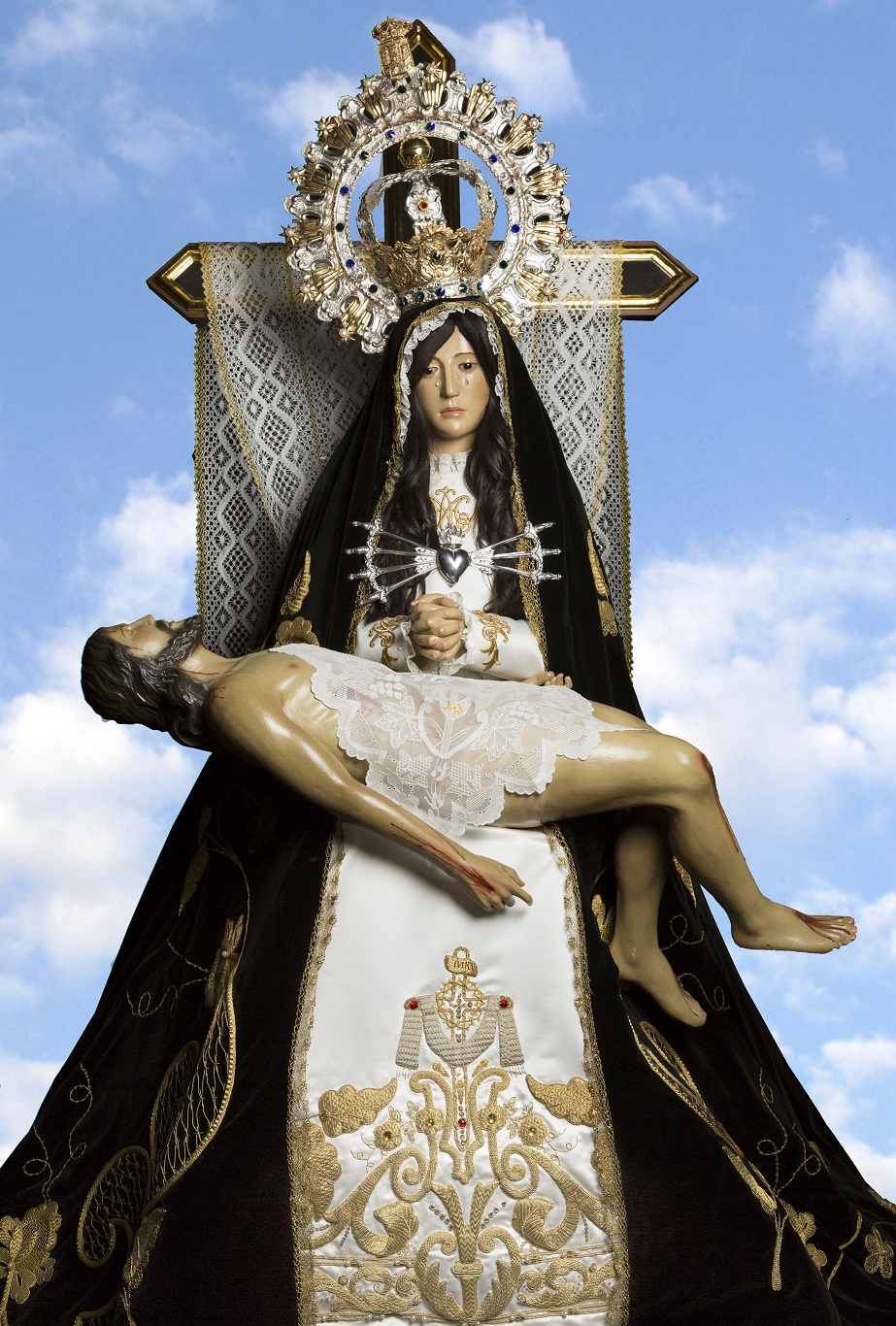
Virgen de las Angustias coronada en 2016

En 1942, con el dinero recaudado en las procesiones, se realizó una nueva imagen de mayor tamaño que fuese más vistosa, tomando como referencia la pequeña imagen adquirida por Pedro “el auxiliar” y Víctor. La nueva imagen fue realizada en una cámara de un vecino del pueblo. La llevó a cabo un escultor al que se le pagaban 5 pesetas cada día y además se le daba alojamiento, ya que estuvo en la localidad durante el tiempo que estuvo tallando la imagen. Después de indagar un poco en el asunto hemos llegado a la conclusión por datos como la fecha o los rasgos de la talla pudo ser realizada por “Castellanos”, un escultor de la localidad de Villarrobledo (Albacete), que era experto en el gremio por esta zona durante la época de la posguerra. En antaño, la virgen salía en procesión recogiendo los costales de trigo que la gente ofrecía como limosna, esta tradición aún perdura hasta nuestros días ya que, actualmente, la virgen sigue recogiendo limosnas cuando los vecinos la paran de puerta en puerta para subir a los pequeños de la casa o simplemente para contemplarla unos instantes. En 2009, ante el mal estado en que se encontraban la imagen de la Virgen y del Cristo, se decidió enviar restaurar a ambos para una mejor conservación las tallas. La restauración se llevó a cabo por el imaginero madrileño Felipe Torres Villarejo que ha restaurado algunas imágenes como el Cristo de los Alabarderos del Palacio Real de Madrid y ha realizado algunas tallas en la zona como La Piedad de San Clemente (Cuenca) que desfila en Semana Santa.
El 13 de agosto de 2016 tuvo lugar la Coronación Canónica de Nuestra Señora de las Angustias. El acto se celebró junto al castillo y estuvo presidido por el obispo Don José María Yanguas Sanz. Los padrinos de honor de la coronación fueron la hortelana Virgen de los Remedios (coopatrona de San Clemente) y el Cristo de la Viga (patrón de Villamayor) y al acto acudieron las imágenes de patrones de pueblos colindantes como Santa Águeda de Pinarejo, San Bartolomé de la Almarcha, Virgen de Trascastillo de Cañavate, Santo Rostro de Honrubia, Virgen del Ámparo de Santa María del Campo Rus, Virgen de la Estrella de Buenache de Alarcón, Santo Niño de Olivares del Júcar, San Bernardino de Siena de la Hinojosa, Virgen de la Embia y San Mamés de Canalejas del arroyo, Cristo de la Fe de Casas de Fernando Alonso, Virgen de Gracia de Villar de Cantos y Virgen Blanca de Torrubia del Castillo. Además al acto acudieron más de 30 estandartes de la comarca y alrededores. Este acto ha sido din duda un antes y un después en la historia de la Virgen de las Angustias y Castillo de Garcimuñoz.

## Personas notables
Castillo de Garcimuñoz fue cuna o lugar de vida de muchos personajes célebres, pues en esta villa hubo un convento de San Agustín donde vivieron monjes cuyos escritos destacaron en su tiempo.[cita requerida]
- Es muy probable que en Garcimuñoz naciera doña Constanza[cita requerida] (1345-1383), hija de Don Juan Manuel y de Constanza de Aragón, que primero fue prometida del rey Alfonso XI (1311-1350), quien en lugar de casarse con ella la repudió y la encerró en el castillo de Toro. Después se casó con el príncipe Pedro de Portugal (1320-1367), con el que tuvo dos hijas y al futuro rey de Portugal, Fernando I (1345-1383). Entre sus damas estaba doña Inés de Castro, cuya historia de amor con Pedro de Portugal está relatada en la novela Reinar después de morir, de Luis Vélez de Guevara (1579-1644).[35]
- En esta población nació el abogado Juan de Cavallón y Arboleda, alcalde Mayor de Nicaragua, conquistador de Costa Rica y fundador de la primera ciudad de Costa Rica llamada Castillo de Garcimuñoz (Costa Rica).
- En Garcimuñoz también nació (1760) el escritor Ignacio García Malo (1760-1812),[36] que desempeñó empleos públicos en Mallorca, donde estuvo conceptuado de liberal notorio. Escribió entre otros libros María de Pacheco, mujer de Padilla, donde trata el espinoso tema de la rebelión comunera.
- Don Juan Fernández de Luz (1359-1449) fue alcalde, justicia y regidor de la villa de Castillo de Garcimuñoz. Su hijo Alonso de Luz, figura entre los redactores de las Ordenanzas de la villa correspondientes al siglo XV.
- Diego Núñez de Avendaño (Lima, 1606), fue un doctor en leyes y político que estuvo provisionalmente a cargo del gobierno del Virreinato del Perú como Presidente de la Real Audiencia de Lima (1606).

## El romance de los Talaya
Después de la muerte de Jorge Manrique, las tropa de las Hermandades de Toledo, que cercaban Garcimuñoz, ahorcaron a seis prisioneros. Enterados los del marqués de Villena, presionaron al capitán de las tropas del marqués don Pedro de Baeza para que hiciera lo mismo. El fatal destino fue sorteado entre los prisioneros. Cayóle la suerte a un escudero, casado y con hijos, natural de Villanueva de la Jara, apellidado Talaya. Su hermano menor, que también estaba preso y era soltero convenció al mayor de cambiar la suerte y morir por él, pues el mayor era imprescindible para su familia. Sobre este hecho novelesco desde el siglo XV circula un romance que comienza:
En armas está Villena
con todo su marquesado;
por fronteros tiene puestos
dos caballeros preciados:
uno don Jorge Manrique,
por sus obras muy nombrado;
Pedro Ruiz de Alarcón,
el segundo era llamado.

## Área de servicio de autocaravanas
El ayuntamiento, con fecha 10 de octubre de 2015, inauguró el Área de Servicio de Autocaravanas, que es una de las tres disponibles en la provincia de Cuenca.